# Vendredi
Pour les articles homonymes, voir Vendredi (homonymie).
Le vendredi est le cinquième jour de la semaine si l'on considère que la semaine commence le lundi et le sixième si l'on considère que la semaine commence le dimanche. Le mot « vendredi » est issu du latin Veneris dies, signifiant « jour de Vénus », le nom de Vénus au génitif en latin étant Veneris,. Les autres jours de la semaine sont lundi, mardi, mercredi, jeudi, samedi, et dimanche. La norme ISO 8601 code donc le vendredi par le chiffre 5.
Certains pays de la romanité utilisent un composé basé sur l'ordre des mots inverses diem Veneris, attesté également en ancien français et en ancien wallon sous la forme divendres. L'occitan conserve la forme divendres (voire d'autres formes dialectales, en plus de la forme générale, vivaro-alpin lo vèndres, provençal vendres), catalan divendres (espagnol viernes). Le portugais se distingue réellement des autres langues romanes par l'utilisation d'une expression particulière sexta-feira.
Le breton utilise également la référence à Vénus, car vendredi s'y traduit par digwener ou gwener. C'est la même chose pour le gallois dydd Gwener, autre langue celtique.
Dans les pays de langue germanique, il est le jour de la déesse Freyja, Frigg, Frîja, Frea (vrijdag en néerlandais, Freitag en allemand, Friday en anglais, etc.), qui est en quelque sorte l'équivalent de la déesse Vénus.

## Dans la liturgie
Le vendredi est un jour particulier pour plusieurs religions.
- Le vendredi est le jour de la préparation du Chabbat pour les Juifs, fête qui commence la veille au soir du samedi.
- Les chrétiens consacrent ce jour à la pénitence et à la prière, en mémoire de la Passion de Jésus-Christ. Le jeûne y était de rigueur autrefois dans tout l’Orient, si l’on excepte l’Église de Constantinople, et dans une partie de l’Occident. On ne plaidait pas ce jour-là dans beaucoup de provinces de l’empire d’Orient ; et quoique l’Église romaine n’ait jamais eu intention d’ériger ce jour en fête, il y avait autrefois peu de vendredis dans le cours de l’année qui n’eussent leur office, c’est-à-dire la messe ou du moins leur évangile.

De nos jours, l'Église n'oblige pas à la pénitence, mais la Tradition veut que les catholiques fassent au moins abstinence et prière — c'est-à-dire ne mangent pas de viande et prient au moins une fois (généralement à 15 h) — durant ce jour.
Le Vendredi saint ou Grand-Vendredi, est celui de la semaine sainte auquel on commémore la Passion et Crucifixion de Jésus. Les Grecs et les Latins chômaient ce jour en beaucoup d'endroits, quoique librement et par dévotion. Au milieu du seizième siècle, il fut réduit à une demi-fête, terminée à midi, après le service religieux.
Il reste cependant un jour férié en Alsace et en Moselle en vertu d'une ordonnance du 16 août 1892
- Vendredi est une sainte du sud-est européen[4] associé au nom Parascève : Sainte Parascève-Vendredi. Une église lui est dédiée  à Veliki Novgorod en Russie : l'église Sainte-Parascève-Vendredi-au-Marché.
- Vendredi est un jour saint dans l'islam, voir prière du vendredi et repos hebdomadaire le vendredi.

## Divers
- Le vendredi était généralement le jour de l'exécution des condamnés à mort dans la Rome antique[5].
- Le vendredi, en tant que jour de la mort du Christ, est considéré comme néfaste de manière générale par les marins, qui préfèrent éviter de sortir en mer ce jour-là[6]
- Frigg, anciennement une déesse du panthéon nordique, a été diabolisée comme sorcière lors de la conversion de la Scandinavie au christianisme. Bannie au sommet du Galdhøpiggen, elle se venge en invitant tous les vendredis (jour qui lui était anciennement dédié) le diable et onze autre consœurs pour jeter des mauvais sorts sur les humains, ce qui fait du vendredi un jour peu propice à sortir de chez soi[7].
- Certaines superstitions accordent aux vendredi treize des vertus de chance ou de malchance, peut-être parce que les apôtres et Jésus étaient treize le jeudi de la cène ou parce que Jésus fut crucifié le vendredi 13 nissan, veille du shabbat, qui était aussi la Pâque. Aussi, les arrestations massives et inattendues des chevaliers de l'Ordre du Temple eurent lieu à l'aube du vendredi 13 octobre 1307[8].
  - Considérés séparément, le vendredi, les jours tombant le 13 du mois, et les nuits de pleine lune sont déjà des jours de mauvais augure. Additionnés ensemble, la malchance s'accroit d'autant plus à chaque critère rempli. La pire configuration possible est la nuit d'un Vendredi 13 coïncidant avec une éclipse lunaire (dite lune de sang).
- De 1990 à 2020, la diffusion de longs métrages le vendredi soir était interdite sur les chaînes de télévision gratuites en France, tout comme le mercredi (jour de sortie des films) et le samedi, afin de privilégier la fréquentation des salles de cinéma[9],[10],[11].
- Vendredi est également le nom d'un hebdomadaire paraissant le vendredi et répertoriant « chaque semaine, les meilleures infos du Net ». Le premier numéro est paru le 17 octobre 2008[12].
- Vendredi est le compagnon de Robinson Crusoé dans le roman de Daniel Defoe.
- Vendredi est le nom attribué à l'une des 7 sœurs Settman, toutes prénommées d'un jour de la semaine et partageant en public la même identité de Karen Settman, dans le film de science-fiction Seven Sisters.
- Vendredi ou les Limbes du Pacifique est un roman de Michel Tournier inspiré de Robinson Crusoé. Il en a fait une version pour la jeunesse, Vendredi ou la vie sauvage.
- Dans la culture Internet, le vendredi est jour de relâche de la netiquette. Plus précisément, il est permis de troller ce jour-là, qui est renommé humoristiquement trolldi[13].
- La religion yézidie considère que Dieu a créé l'ange Shimna’il le sixième jour de la semaine, soit un vendredi[14].